# Sigifredo Mercado
Sigifredo Mercado Sáenz (Toluca, 1968. december 21. – ) mexikói válogatott labdarúgó.

## Pályafutása

### Klubcsapatban
Tolucában született. Pályafutását 1987-ben kezdte a Ángeles de Puebla csapatában, ahol csak egy évet töltött. 1988 és 1993 között a Puebla játékosa volt, melynek tagjaként 1990-ben bajnokságot, kupát és szuperkupát nyert. 1993 és 1995 között a Deportivo Toluca, 1995 és 1999 között a León csapatát erősítette. 1999-ben visszatért a Pueblához, ahol egy évi játszott. 2000-től 2002-ig a ismét a León labdarúgója volt. 2001 és 2003 között az Atlas, 2003 és 2005 között a Puebla játékosa volt. 2006-ban a Zacatepec színeiben fejezte be a pályafutását. 

### A válogatottban
1998 és 2002 között 13 alkalommal szerepelt az mexikói válogatottban és 2 gólt szerzett. Részt vett a 2001-es Copa Américán és a 2002-es világbajnokságon, illetve tagja volt az 1998-as CONCACAF-aranykupán aranyérmet szerző csapatnak is.

## Sikerei, díjai
Puebla FC
- Mexikói bajnok (1): 1989–90
- Mexikói kupagyőztes (1): 1989–90
- Mexikói szuperkupagyőztes (1): 1990
- CONCACAF-bajnokok kupája győztes (1): 1991

Mexikó
- CONCACAF-aranykupa győztes (1): 1998
- Copa América ezüstérmes (1): 2001